# Sins
Sins (toponimo tedesco; fino al 1941 Meienberg) è un comune svizzero di 4 320 abitanti del Canton Argovia, nel distretto di Muri; ha lo status di città.

## Monumenti e luoghi d'interesse

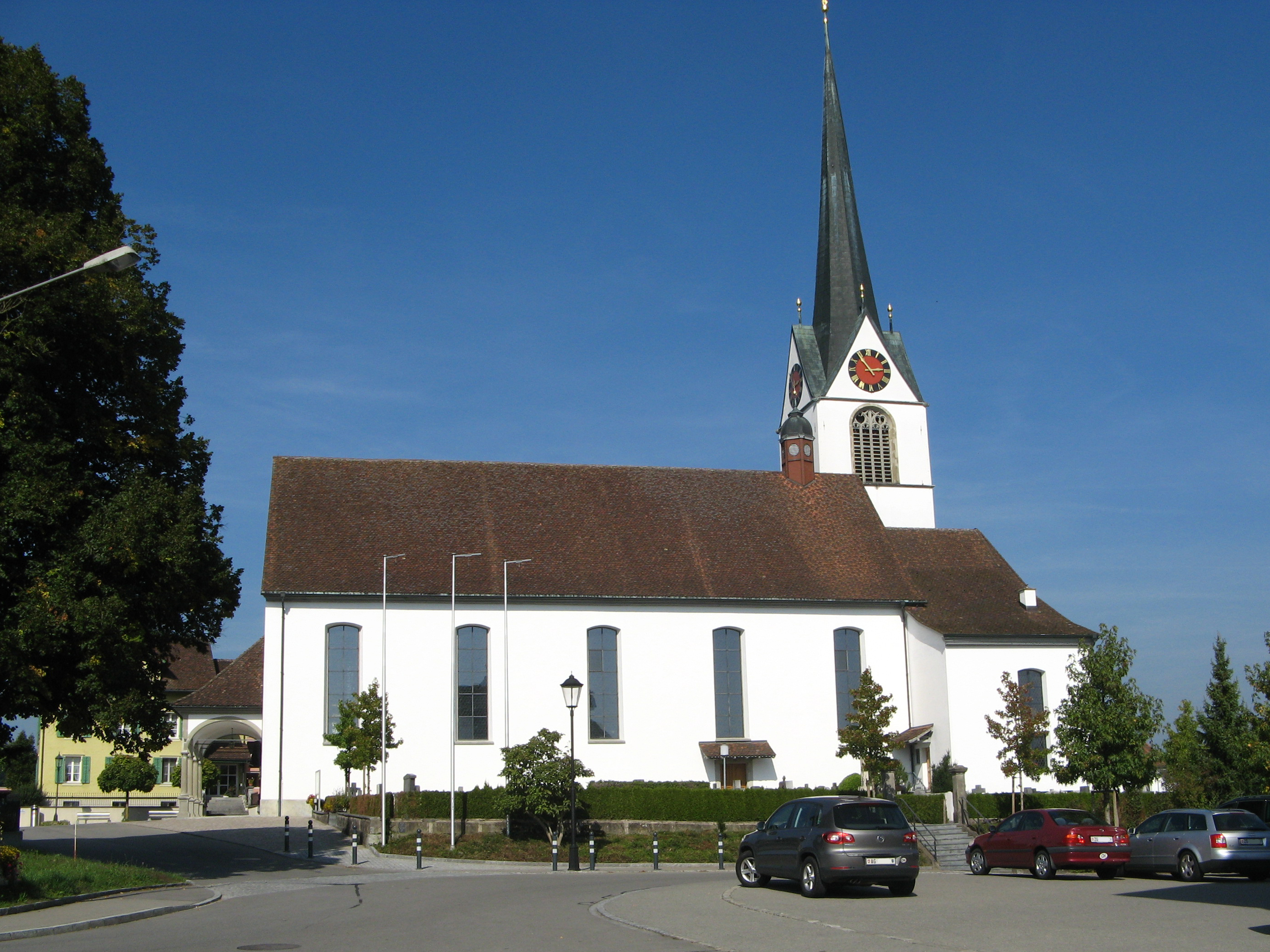
La chiesa cattolica della Natività della Beata Vergine Maria

- Chiesa cattolica della Natività della Beata Vergine Maria, attestata dal 1245 e ricostruita nel 1493 e nel 1746[1].

## Società

### Evoluzione demografica
L'evoluzione demografica è riportata nella seguente tabella:
Abitanti censiti

## Geografia antropica

### Frazioni
- Aettenschwil
- Alikon
- Fenkrieden
- Meienberg
- Reussegg
- Sins

## Infrastrutture e trasporti

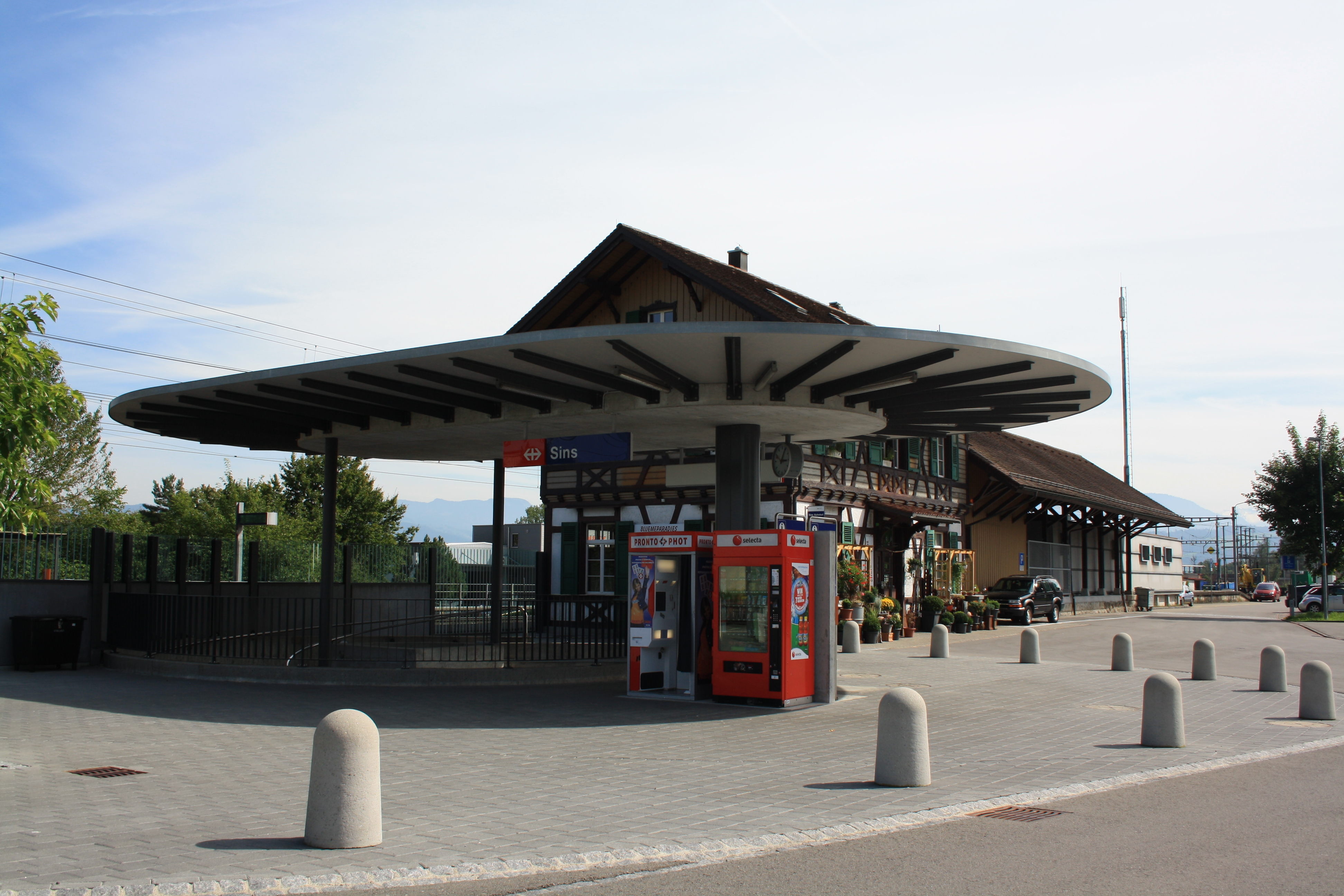
La stazione di Sins

Sins è servito dall'omonima stazione sulla ferrovia Brugg-Immensee (linea S26 della rete celere dell'Argovia).

## Amministrazione
Ogni famiglia originaria del luogo fa parte del cosiddetto comune patriziale e ha la responsabilità della manutenzione di ogni bene ricadente all'interno dei confini del comune.